# شريان شفوي سفلي
ينشأ الشريان الشفوي السفلي بالقرب من زاوية الفم؛ ويمر صعودا وإيابا تحت عضلة خافضة لزاوية الفم ويخترق عضلة الفم الدائرية، ويدور في مسار متعرج على طول حافة الشفة السفلى بين هذه العضلات والغشاء المخاطي.
يمد الشريان الشفوي السفلي الغدد الشفوية والغشاء المخاطي وعضلات الشفة السفلى؛ و يتحد مع الشريان من الجانب الآخر، ومع الفرع العقلي من الشريان السنخي السفلي.

## صور إضافية

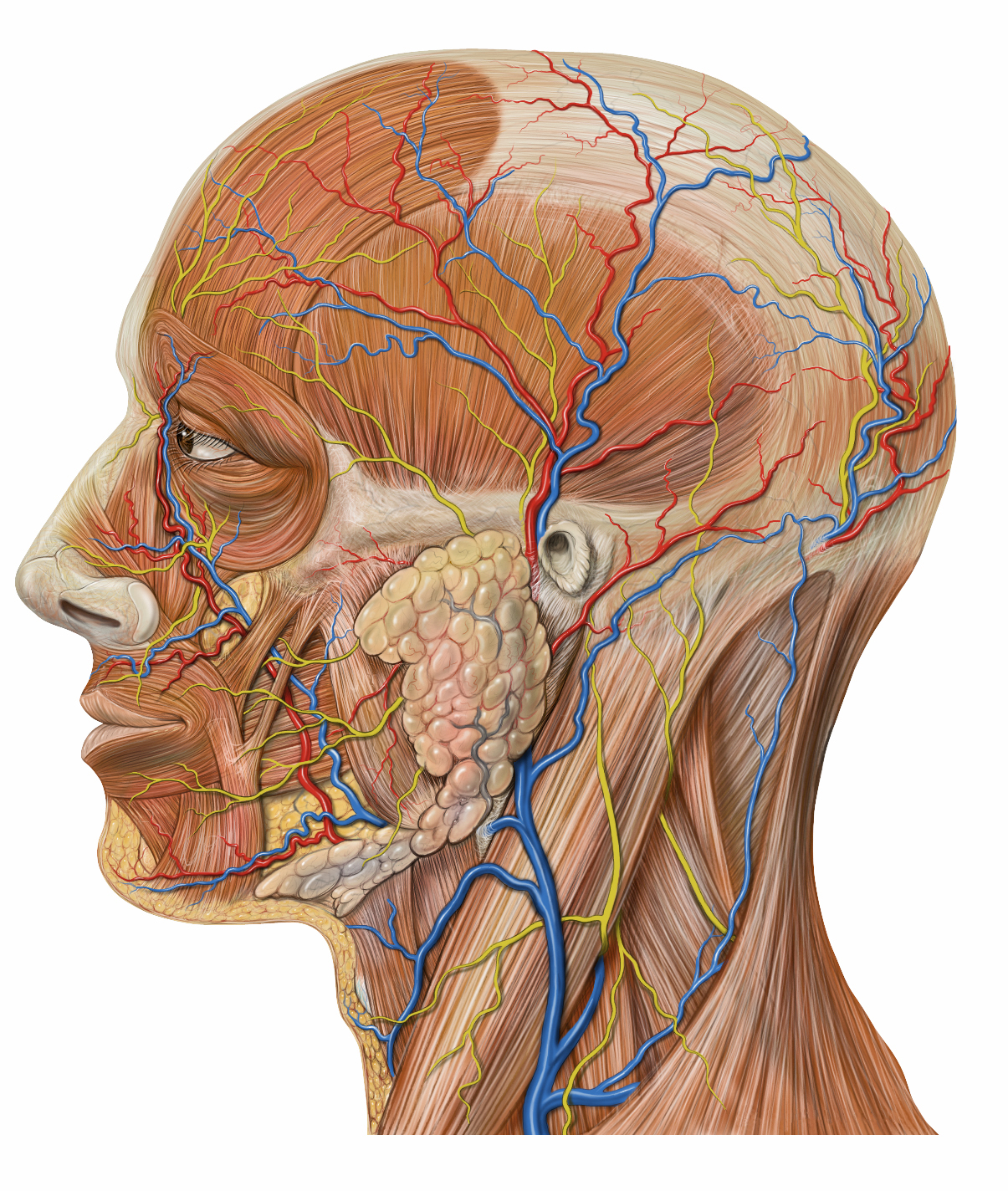
تفاصيل تشريح الرأس من النوع الوحشي
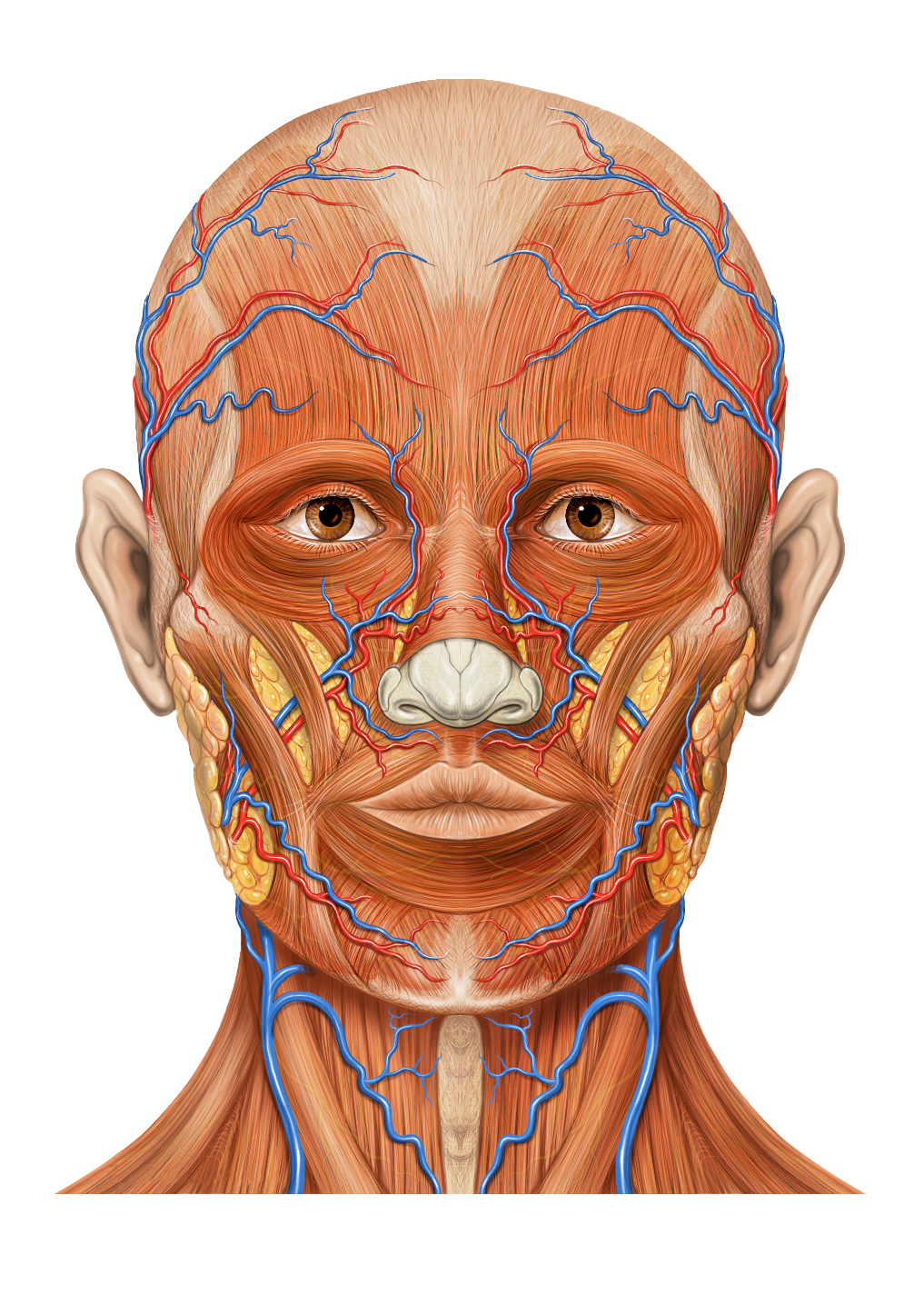
منظر أمامي لتريح الرأس
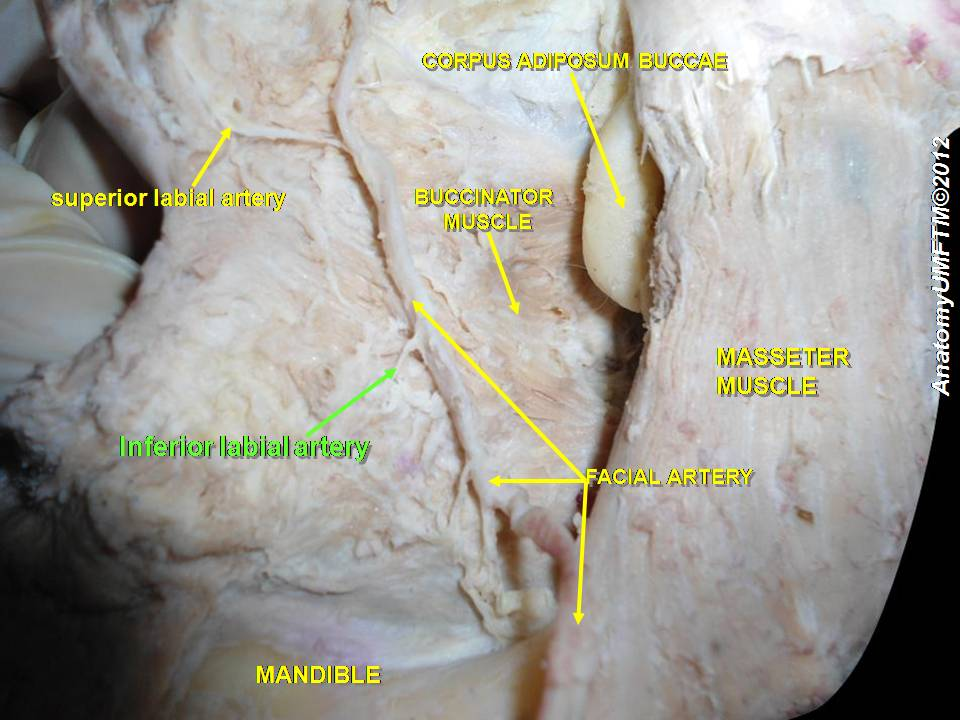
الشريان الشفوي السفلي

## وصلات خارجية
- شكل تشريحي: 23:05-07 على موقع مركز سوني دونستات الطبي (تشريح بشري عبر الإنترنت). - "Superficial arteries of the face."
- http://www.dartmouth.edu/~humananatomy/figures/chapter_47/47-5.HTM نسخة محفوظة 21 سبتمبر 2008 على موقع واي باك مشين.

1. ↑  نموذج تأسيسي في التشريح، QID:Q1406710